# Серцеві хвороби
Серцеві хвороби  — цілий ряд різних захворювань, які уражають серце та серцево-судинну систему. Вивченням хвороб серця, їхньою профілактикою та лікуванням займається кардіологія.
До захворювань серця відносяться, наприклад, хвороби кровоносних судин, такі, як захворювання коронарної артерії, аритмія, інфекційні захворювання серця, вроджені вади серця. Багато різновидів серцевих захворювань можна запобігти за допомогою здорового способу життя.

## Поширеність
У 2007 році, це — провідна причина смерті в Сполучених Штатах, Англії, Канаді і Уельсі. Лише у самих Сполучених Штатах, вони вбивають одну особу кожні 34 секунди.
Щорічно вперше виявляється близько 2 млн хворих з цією патологією, з них кожний другий — працездатного віку. Смертність від хвороб серця та системи кровообігу в Україні посідає перше місце, і у 2-4 рази вища, ніж у країнах ЄС та світу, причому в нашій країні вмирають від цих захворювань не тільки частіше, але й раніше. 
Захворювання серця належать до найскладніших і найзагрозливіших для життя в Україні. У 2004 році зареєстровано понад 10 млн хворих на гіпертонічну хворобу, 7,6 млн хворих — на ішемічну хворобу серця і майже 3 млн осіб — з цереброваскулярними захворюваннями.

## Чинники ризику виникнення хвороб серця
Виникнення і перебіг хвороб серця, серцево-судинних та судинно-мозкових захворювань тісно пов'язані з наявністю чинників ризику, основними серед яких є:
- Підвищений артеріальний тиск;

- Байдужість до стану здоров'я;

- Порушення ліпідного обміну;
- Надлишкова маса тіла;
- Нездоровий спосіб життя:
  - Тютюнопаління;
  - Нераціональне харчування;
  - Зловживання алкоголем;
  - Недостатня фізична активність.
- Шкідливі фактори:
  - Психоемоційні перевантаження;

Розподілений за віком коефіцієнт життя з поправкою на інвалідність (DALY) від числа запальних захворювань серця за країнами (на 100 000 мешканців), 2004 рік. Примітка з даних ВООЗ: «В тому числі: міокардит, перикардит, ендокардит і кардіоміопатію». Жовте — менше 70, червоне — більше 770

  - Шкідливе довкілля на виробництві та в побуті;
  - Низький рівень життя.

## Різновиди хвороб серця

### Серцево-судинні захворювання

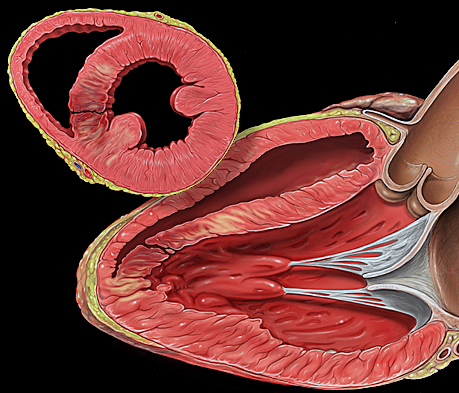
Серцевий м'яз уражений інфарктом

- Ішемічна хвороба серця (ІХС) — захворювання, яке характеризується порушенням кровопостачання міокарда внаслідок пошкодження коронарних артерій. Ішемічна хвороба серця, переважно зумовлюється атеросклерозом. Внаслідок появи атеросклеротичної бляшки просвіт судини звужується. Порушення кровотоку в коронарних судинах, призводить до недостатнього кровопостачання серцевого м'яза. Внаслідок припинення кровопостачання серцевого м'яза в зоні ураженої артерії гинуть (некротизуються) його окремі ділянки.
  - Раптова коронарна смерть.
  - Стенокардія.
  - Інфаркт міокарда: Гострий інфаркт міокарда — некроз ділянки серцевого м'яза (міокарда) внаслідок абсолютної або відносної недостатності кровопостачання у цій ділянці.
  - Кардіосклероз
  - Безбольова форма ішемічної хвороби серця.
- Гостра емболія легеневої артерії
- Артеріальна гіпертензія.
- Дисліпідемії
- Кардіоміопатія буквально означає «хвороба серцевого м'яза». Це погіршення моторної функції міокарда (тобто, серцевого м'яза) з будь-якої причини. Люди з кардіоміопатіями, звичайно піддаються небезпеці аритмії та раптовій серцевій смерті.

### Міокардит
Докладніше: Міокардит
Міокардит — запальне захворювання серцевого м'яза інфекційної, інфекційно-алергічної або інфекційно-токсичної природи, здебільшого пов'язане з імунними зсувами.

### Ендокардит
Докладніше: Ендокардит
Ендокарди́т — запалення внутрішньої оболонки серця — ендокарда.
Здебільшого ендокардит не є самостійним захворюванням, а є синдромом під час інших захворювань. Самостійне значення має підгострий бактеріальний ендокардит, який зазвичай спричинюють стрептококи.

## Зміст

### Порушення ритму і провідності серця
- Аритмії серця

### Нейроциркуляторна дистонія
Це полі-етіологічне захворювання, що визначається розладами нейроендокринної регуляції з різноманітними клінічними симптомами, котрі виникають на тлі стресових впливів та які відрізняються доброякісністю перебігу та сприятливим прогнозом.

## Профілактика хвороб серця
Вести здоровий спосіб життя, робити фізичні вправи, раціонально харчуватись, не мати шкідливих звичок (вживання алкоголю, тютюнопаління, наркотики, недотримання режиму дня), не переїдати, не знаходитись довго у сидячому положенні, час від часу проходити медичні обстеження.
Фізичні вправи потрібно виконувати на свіжому повітрі або у добре провітрюваному приміщені. Під час тренування треба стежити за частотою пульсу. Він не повинен перевищувати 150 ударів на хвилину.